# Irina Dawydowa
Irina Andriejewna Dawydowa (ros. Ирина Андреевна Давыдова; ur. 27 maja 1988) – rosyjska lekkoatletka specjalizująca się w biegu na 400 metrów przez płotki.
Piąta zawodniczka młodzieżowych mistrzostw Europy w Kownie (2009). W 2011 została wicemistrzynią letniej uniwersjady, a rok później sięgnęła po mistrzostwo Europy. Półfinalistka Igrzysk olimpijskich w Londynie (2012) oraz mistrzostw świata w Moskwie (2013). W 2014 zdobyła brązowy medal mistrzostw Europy w Zurychu.
Medalistka mistrzostw Rosji (w różnych kategoriach wiekowych) oraz uczestniczka klubowego pucharu Europy.
Rekord życiowy: 53,77 (29 czerwca 2012, Helsinki).